# بيتر هايوارد
بيتر هايوارد (بالإنجليزية: Peter Hayward)‏ هو كاهن رعية أسترالي، ولد في 1959 في سيدني في أستراليا.